# Ганіла (село)
Га́ніла (ест. Hanila küla) — село в Естонії, у волості Ганіла повіту Ляенемаа.

## Населення
Чисельність населення на 31 грудня 2011 року становила 41 особу.